# Gatien du Parc Locmaria
Graaf Gatien Gabriël Jean Marie du Parc Locmaria (Elsene, 30 augustus 1899 - Brussel, 30 maart 1974) was een Belgisch hofdignitaris, die de zorg van de koninklijke wezen, prins Boudewijn en prins Albert, op zich nam.

## Biografie

### Familie
Gatien du Parc Locmaria was een telg uit de oude adellijke familie Du Parc Locmaria. Hij was een zoon van markies Maurice du Parc en Madeleine Siltzer. Hij was een achterkleinzoon van advocaat Adolphe Bosquet.
Hij trouwde in 1924 in Brussel met barones Marthe d'Huart, kleindochter van baron Alfred d'Huart en achterkleindochter van Jules Malou. Ze kregen zes zoons en twee dochters, met afstammelingen tot heden.

### Loopbaan
Du Parc trad in dienst van koning Leopold III als gouverneur van de koninklijke prinsen Boudewijn, Hertog van Brabant en Albert, Prins van Luik tot het einde van de Tweede Wereldoorlog. Boudewijn werd op zijn advies in een scoutsgroep worden opgenomen om de prins te vermaken na het overlijden van zijn moeder.
Nadat de prinsen volwassen waren, vervolgde hij zijn carrière als Ceremoniemeester van het Hof.

## Onderscheidingen
Voor zijn diensten aan het Belgische hof ontving graaf du Parc verschillende eretekens.
- Ereceremoniemeester van het Hof, 1959-1968
- Erekamerheer van Koning Boudewijn, 1951-1959
- Eregouverneur van de hertog van Brabant, 1930-1951
- Grootkruis in de Kroonorde.
- Grootkruis Orde van Leopold II
- Oorlogskruis 1914-1918
- Grootkruis Orde van Adolf van Nassau
- Grootkruis Orde van de Eikenkroon
- Grootofficier in de Orde van Oranje-Nassau (20 mei 1939)[3]
- Grootofficier Koninklijke Victoria Orde